# Paray-le-Monial
Paray-le-Monial es una comuna francesa del departamento de Saona y Loira en la región de Borgoña.

## Historia
Perteneció al condado de Charolais, y como tal fue parte de la herencia borgoñona del rey y emperador Carlos V. En 1558 vinculará el condado a la herencia de su hijo Felipe II. Seguirá la suerte de Charolles, capital del condado, manteniéndose bajo la soberanía del rey de España hasta 1684.
Paray-le-Monial es un importante centro de culto católico, célebre por ser el escenario de la aparición de Cristo a la religiosa Margarita María Alacoque durante el siglo XVII, que contribuyó a la difusión de la devoción al Sagrado Corazón de Jesús, que posteriormente se extendería por todo el mundo.
La localidad es conocida también por albergar la Basílica del Sagrado Corazón (construida en los siglos XII y XIII aunque el nombre es posterior), a menudo citada como el mejor ejemplo de arte románico cluniacense conservado, por ser una reproducción a menor escala de la desaparecida abadía de Cluny.

## Demografía
| 2 635 | 2 848 | 2 898 | 3 090 | 3 019 | 3 486 | 3 384 | 3 524 | 3 481 | 3 425 | 3 396 | 3 528 | 3 388 | 3 627 | 3 979 | 4 015 | 3 855 | 4 088 | 4 362 | 4 431 | 4 814 | 5 302 | 6 469 | 7 135 | 7 794 | 7 770 | 8 499 | 9 557 | 10 716 | 11 545 | 10 639 | 9 859 | 9 191 | 9 502 |
| Para los censos de 1962 a 1999 la población legal corresponde a la población sin duplicidades (Fuente: INSEE [Consultar]) |       |       |       |       |       |       |       |       |       |       |       |       |       |       |       |       |       |       |       |       |       |       |       |       |       |       |       |        |        |        |       |       |       |

## Ciudades hermanadas
- Bad Dürkheim (Alemania)
- Wells (Reino Unido)
- Belén (Palestina)
- Payerne (Suiza)